# Black Oak
Black Oak è un comune degli Stati Uniti d'America, situato in Arkansas, nella contea di Craighead.